# Bridelia stipularis
Bridelia stipularis är en emblikaväxtart som först beskrevs av Carl von Linné, och fick sitt nu gällande namn av Carl Ludwig von Blume. Bridelia stipularis ingår i släktet Bridelia och familjen emblikaväxter. Inga underarter finns listade i Catalogue of Life.

## Bildgalleri

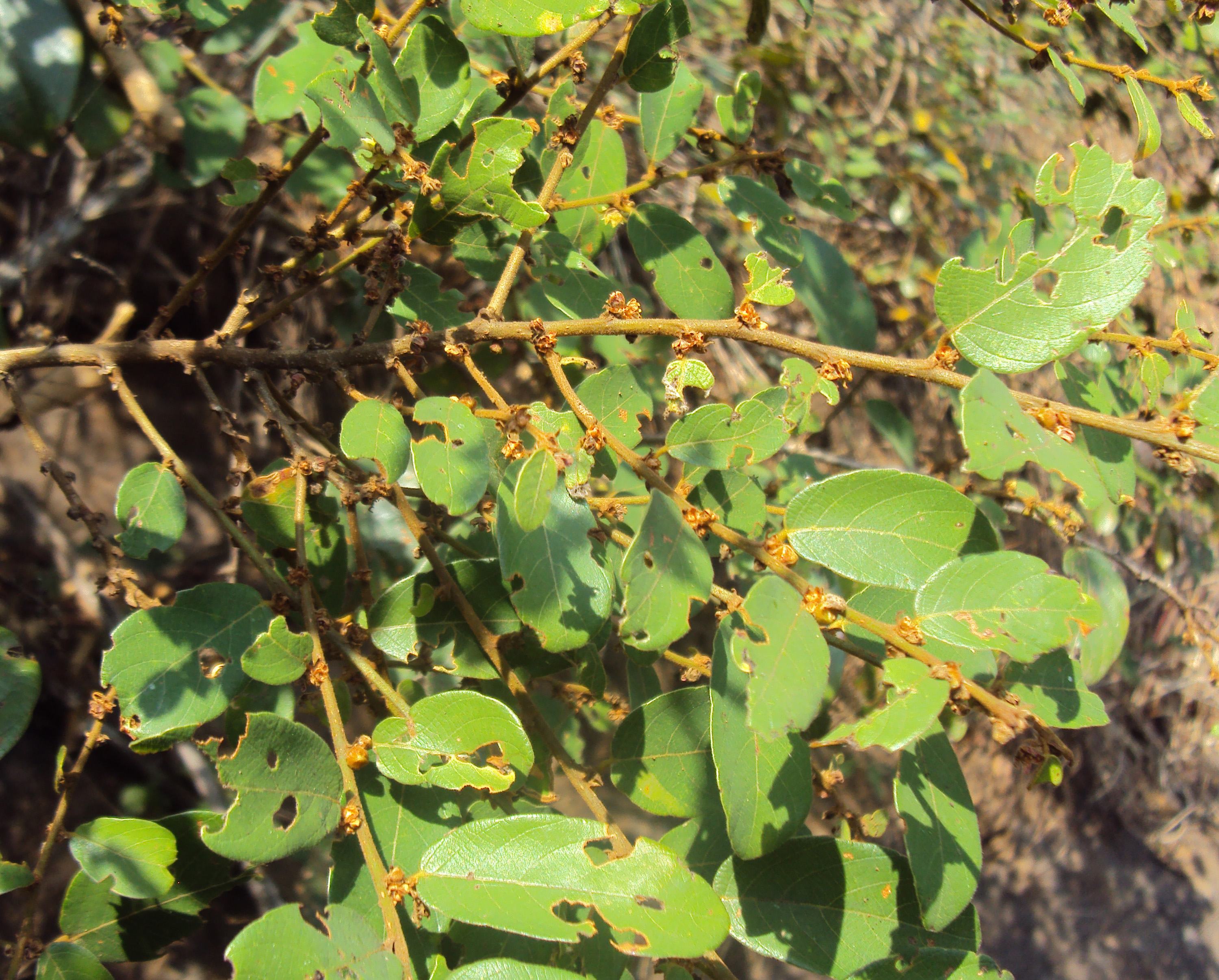
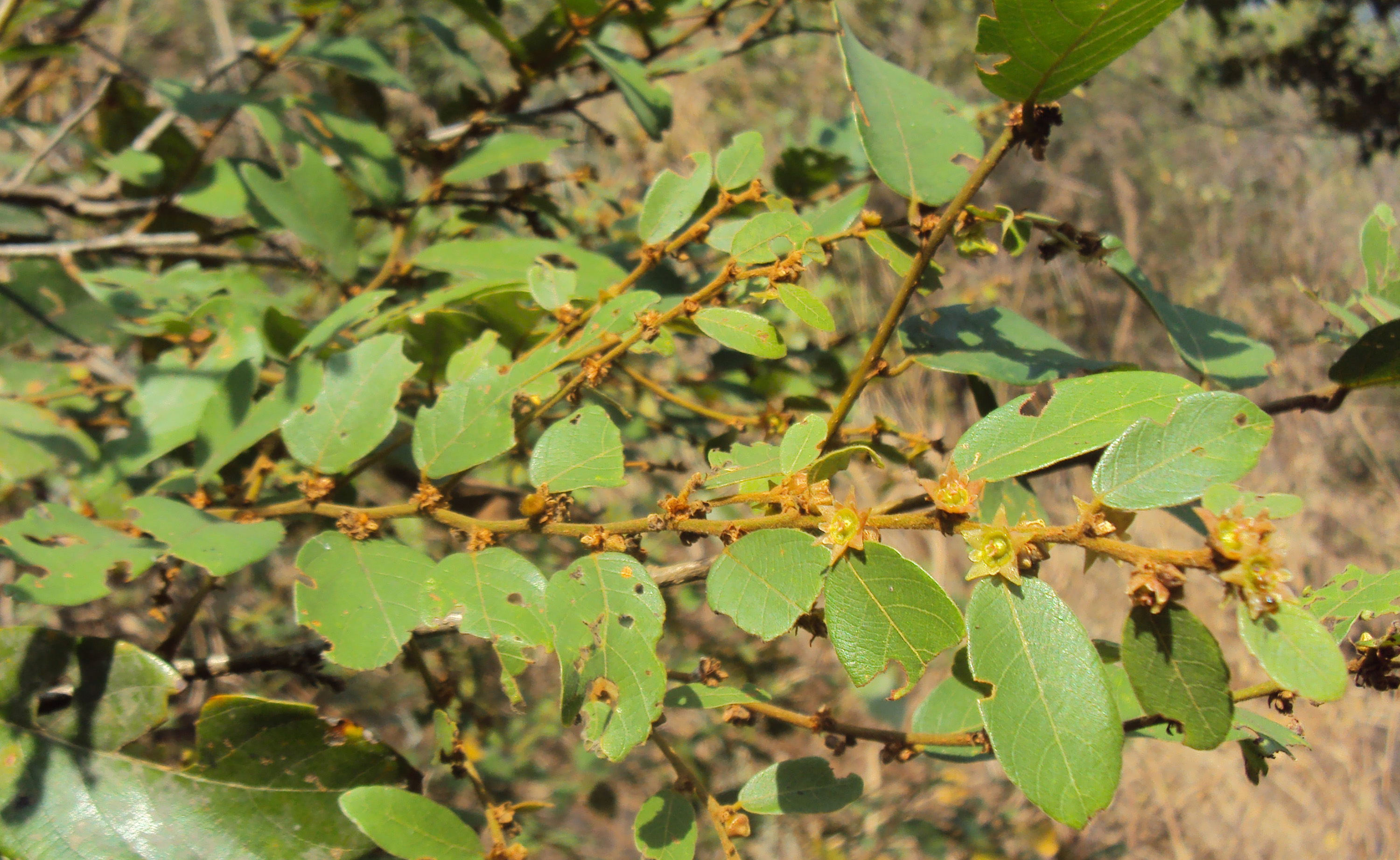
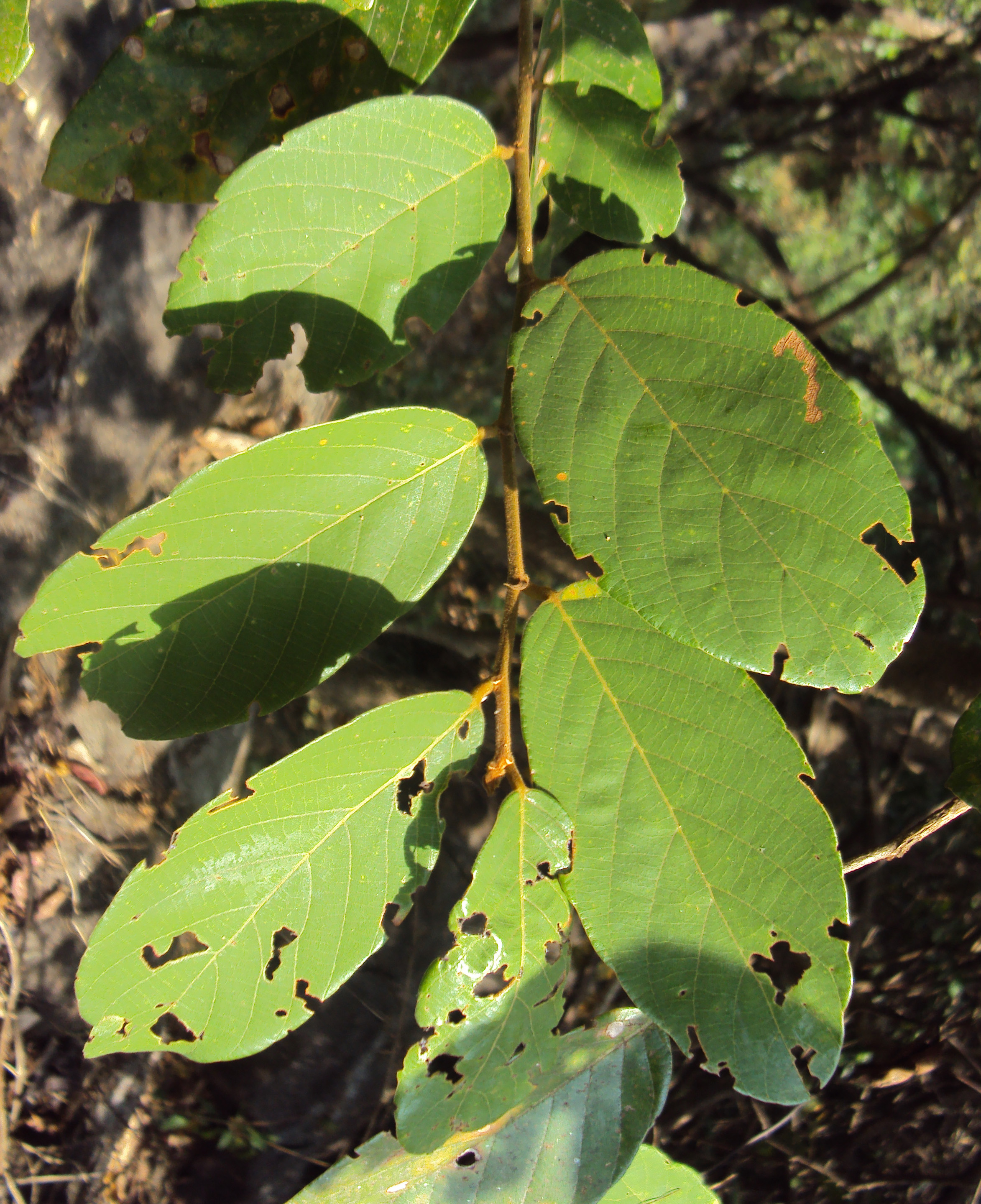
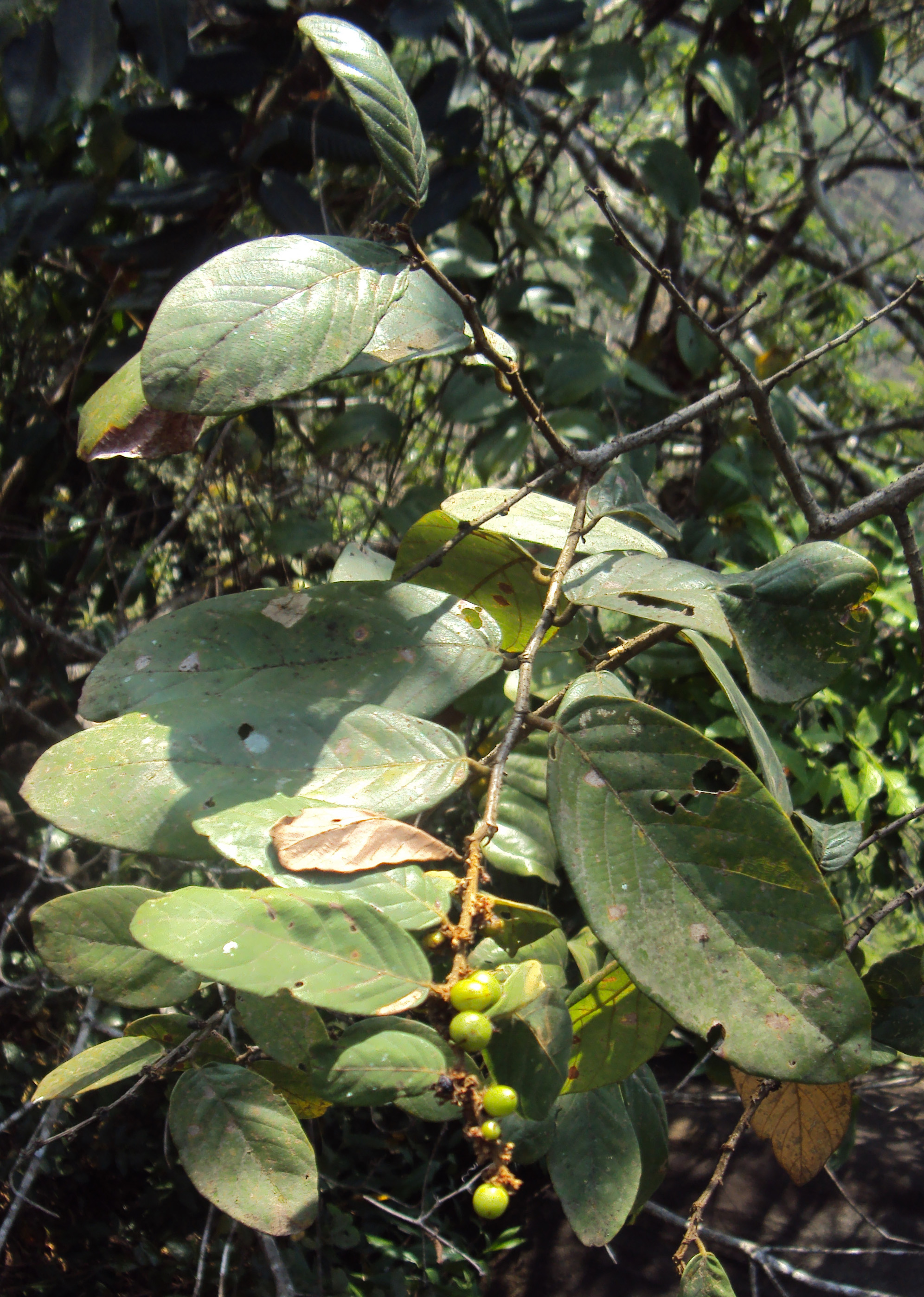
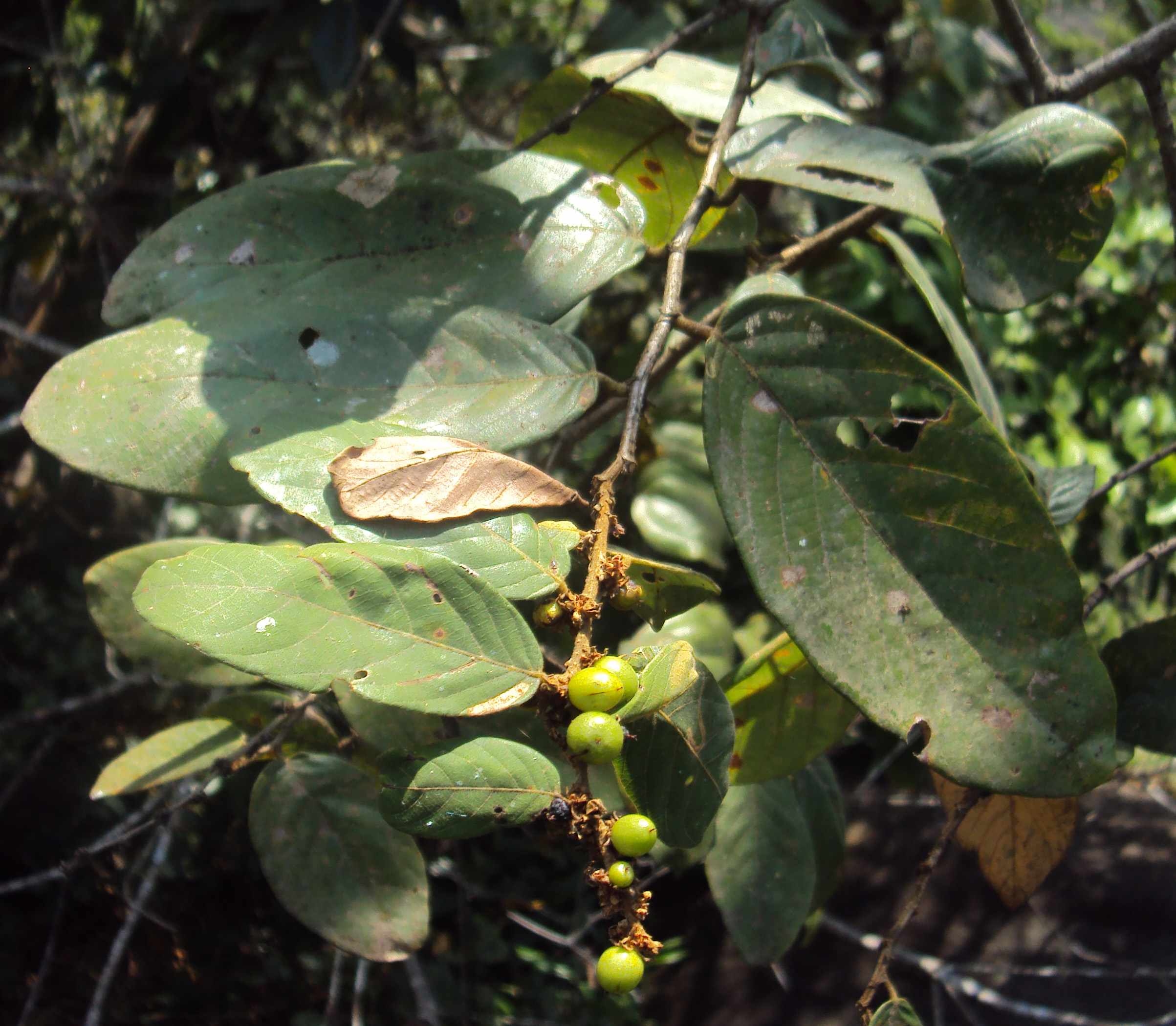
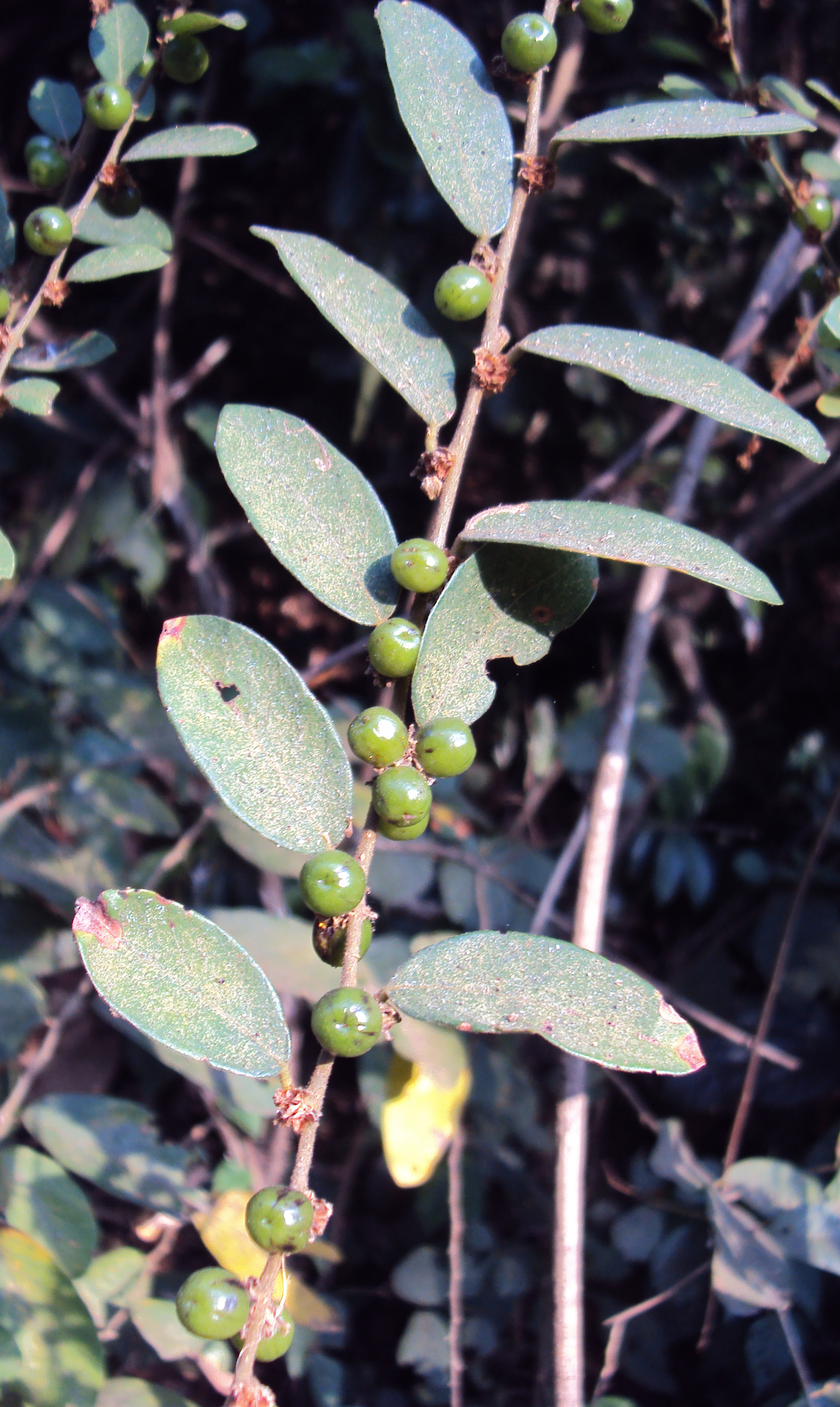